# Mala Kotula
Mala Kotula je nenaseljeni otočić u hrvatskom dijelu Jadranskog mora.
Njegova površina iznosi 0,012 km². Dužina obalne crte iznosi 0,43 km.